# Кировский (Пензенская область)
Кировский — посёлок в Земетчинском районе Пензенской области. Входит в состав Раевского сельсовета.

## География
Находится в северо-западной части Пензенской области на расстоянии приблизительно 14 км на запад-юго-запад от районного центра посёлка Земетчино.

## История
Основан в 1922 году как хутор Сафониха. Переименован по названию совхоза имени Кирова в 1935 году. В 1950-е годах при Кировском отделении Земетчинского сахарного комбината, преобразованного после 1959 году в отделение совхоза имени В. И. Чапаева, затем совхоза «Кировский». В 2004году — 42 хозяйства.

## Население
Численность населения: 78 человек (1926 год), 140 (1936), 241 (1959), 229 (1979), 149 (1989), 57 (1996). Население составляло 129 человек (русские 100 %) в 2002 году, 59 — в 2010.